# Trionymus circulus
Trionymus circulus är en insektsart som beskrevs av Tang in Tang och Li 1988. Trionymus circulus ingår i släktet Trionymus och familjen ullsköldlöss. Inga underarter finns listade i Catalogue of Life.